# Hipposideros ridleyi
Hipposideros ridleyi is een zoogdier uit de familie van de bladneusvleermuizen van de Oude Wereld (Hipposideridae). De wetenschappelijke naam van de soort werd voor het eerst geldig gepubliceerd door Robinson & Kloss in 1911.